# Ellenabben

Ellenabben är en befästning på Aspö i Karlskrona kommun i Blekinge. Ortnamnet skrivs även Ällenabben på Lantmäteriets kartor.
Ellenabbens fort uppfördes 1900–1904 och var ett av flera befästningar på Aspö som skulle bevaka inloppet till örlogsbasen i Karlskrona. Det ligger en kilometer söder om Drottningskärs kastell som tidigare hade samma uppgift. Fortet utgick ur försvarsorganisationen som fast befästning 1959. Platsen användes dock i stridsövningar in på 1970-talet. 
År 1972 anlades det närliggande Batteri Ellenabben som bestod av tre 7,5 cm tornpjäs m/57-kanoner nedsprängda i berget tillsammans med kök, förråd, förläggningar och ammunitionsutrymmen. Batteriet utgick ur försvarsorganisationen år 2000.
Både fortet och batteriet ägs idag av Statens fastighetsverk och är statliga byggnadsminnen.